# Aileen Baviera
Aileen San Pablo Baviera (née le 26 août 1959 à Manille et morte le 21 mars 2020 dans la même ville) est une politologue et sinologue philippine. 
Elle est reconnue comme l'une des plus grandes expertes en sinologie des Philippines, mais aussi par ses biais pro-philippins décrit par l'ambassadeur philippin en Chine comme de l'« objectivité ».

## Biographie
Né à Manille, Baviera fait ses études à l'université des Philippines Diliman où elle obtient son doctorat en services étrangers à la suite d'études en sinologie et sciences politiques. De plus, elle passe un certain temps à l'université de Pékin où elle apprend le mandarin et assiste aux manifestations de la place Tian'anmen. Par la suite, elle enseigne à son alma mater où elle atteint la position de doyenne du Centre asiatique entre 2003 et 2009. Proche de Jay Batongbacal, également un éminent politologue philippin spécialisé sur la mer de Chine du Sud, elle recrute ce dernier à enseigner à l'université des Philippines avec elle. De plus, elle est éditeur en chef du journal académique Asian Politics & Policy.
En plus de ses contributions académiques, elle siège au conseil consultatif de la Marine philippine.
En mars 2020, elle participe à une conférence à l'École militaire. Lors de celle-ci, elle est infectée par le SARS-CoV-2. De retour à Manille, elle est admise à l'hopital San Lazaro où elle décède le 21 mars 2020 des suites de complications liés au Covid-19. Un autre conférencier, Alan Ortiz, président du Conseil des relations internationales des Philippines, décède également de la maladie.

## Publications (sélection)
En anglais :
- Aileen SP Baviera, Regional Security in East Asia: Challenges to Cooperation and Community Building, Quezon City, UP Asian Center, 2008.
- Aileen SP Baviera, « The Influence of Domestic Politics on Philippine Foreign Policy: The Case of Philippines-China Relations since 2004 », RSIS Working Paper, no 241,‎ 2011.
- Aileen SP Baviera, « Perspectives on Joint Development in the South China Sea.' A Preliminary Analysis », Chinese Studies Journal, vol. 10,‎ 2013, p. 195-213.
- Aileen SP Baviera, « Filipino Media and Public Opinion on the Philippines-China Disputes in the South China Sea: A Preliminary Analysis », Chinese Studies Journal, vol. 10,‎ 2013, p. 132-171.
- Aileen SP Baviera, « Emerging Asian Communities in Contemporary Philippines », Asian Studies: Journal of Critical Perspectives on Asia, vol. 51, no 1,‎ 2015.
- Aileen SP Baviera, « Defining the National Territory: Security and Foreign Relations Dimensions », Public Policy, vol. 12-13,‎ 2015, p. 21-54.
- Aileen SP Baviera, « China's Strategic Foreign Initiatives Under Xi Jinping: An ASEAN Perspective », China Quarterly of International Strategic Studies, vol. 2, no 1,‎ 2016.
- Aileen SP Baviera, « Territorial and Maritime Disputes in the West Philippine Sea: Foreign Policy Choices and their Impact on Domestic Stakeholders », Public Policy, vol. 15, no 2,‎ 2016, p. 12-49.
- Aileen SP Baviera, « Will the Real China Please Stand Up? A Southeast Asian Perspective on China’s Growing Power and Influence », Gaiko (Diplomacy), vol. 46,‎ 2017, p. 43-49.